# هربرت فارنر فرانك
هربرت فارنر فرانك (14 مايو 1927 - 16 يوليو 2022)، هو عالم وكاتب خيال علمي ومؤلف غير روائي نمساوي، ولد في 14 مايو 1927 في فيينا في النمسا.
وصفته صحيفة «دي تسايت» بأنه «أبرز مؤلف كتاب الخيال العلمي الألماني». كان فرانك نشطًا أيضًا في مجال علم المستقبل.

## الجوائز
- 1985 جائزة الخيال العلمي الألمانية لأفضل رواية «برد الفضاء».
- 1986 جائزة كرد لاسويتز.
- 1987 جائزة فن الكمبيوتر من اتحاد مصنعي البرمجيات الألمان.
- 1989 جائزة الخيال لمدينة فيتسلار.
- 1991 جائزة الخيال العلمي الألمانية لمركز مجرة درب التبانة كأفضل رواية.
- 1992 جائزة كارل تيودور فوغل للصحافة التقنية.
- 2002 جائزة الدكتور بينو وولف من جمعية الباحثين في الكهوف وكارست الألمانية عن مزاياها في أبحاث الكهوف.
- 2007 صليب الشرف النمساوي للعلوم والفنون من الدرجة الأولى من وزارة الثقافة الاتحادية النمساوية.
- 2016 «الماجستير الكبير في الخيال العلمي» للجمعية الأوروبية للخيال العلمي.
- 2017 جائزة Kurd-Laßwitz الخاصة لسنوات عديدة من الإنجازات البارزة في مجال اللغة الألمانية الناطقة باللغة الألمانية.
- 2018 الدكتوراه الفخرية من جامعة كارلسروه للفنون والتصميم.

## وصلات خارجية
- الموقع الرسمي
- هربرت فارنر فرانك على موقع IMDb (الإنجليزية)
- هربرت فارنر فرانك على موقع كينوبويسك (الروسية)